# 塞维安城墙
塞维安城墙（拉丁語：Murus Servii Tullii）是罗马的一道城墙，塞维安城墙用大块凝灰岩砌筑，城墙高达10米，底宽3.6米，长11公里 ，据信有16个大门，其中许多只在著作中提到。
塞维安城墙据说得名于第六位罗马国王塞尔维乌斯·图利乌斯。虽然它的轮廓可能追溯到公元前6世纪，但是目前现存的城墙很可能是建于公元前4世纪的罗马共和国時期。
在第二次布匿战争期间，罗马人凭借塞维安城墙击退了穿越阿尔卑斯山入侵意大利的汉尼拔。 
在罗马共和国末期和罗马帝国早期，城墙一直存在，这时，罗马城市早已扩展到塞维安城墙以外。奥古斯都将罗马城分为14个区，其中第二，三，四，六，八，十，十一区位于塞维安城墙以内，其他各区位于塞维安城墙以外。
在共和国和帝国时期，罗马受到其不断扩张的军事实力的保障，城墙变得无足轻重。随着城市的不断发展和繁荣，在帝国的前三个世纪，基本上是无城墙的。然而，到3世纪日耳曼部落沿边境入侵时，皇帝奥勒良修筑了规模较大的奥勒良城墙来保护罗马。

## 现状
塞维安城墙保存下来的部分仍有几处，其中最长的一段在特米尼车站附近，另一段在阿文提诺山。